# Nicholas Pierini
Pour les articles homonymes, voir Pierini (homonymie).
 (janvier 2025).
Nicholas Pierini, né le 6 août 1998 à Parme en Italie, est un footballeur italien, qui évolue au poste d'ailier gauche à l'US Sassuolo.

## Biographie

### US Sassuolo
Natif de Parme en Italie, Nicholas Pierini est formé à l'US Sassuolo. Il fait ses débuts en professionnel le 29 octobre 2017, à l'occasion d'une rencontre de Serie A face au SSC Naples. Il entre en jeu en cours de partie ce jour-là, et son équipe s'incline par trois buts à un.

### Spezia Calcio
Le 10 juillet 2018, Nicholas Pierini est prêté au Spezia Calcio, club évoluant en Serie B.
Lors de la saison 2018-2019, il se met en évidence en inscrivant deux doublés en championnat. Il marque son premier doublé le 1er septembre 2018, lors de la réception du Brescia Calcio (victoire 3-2). Il inscrit son deuxième doublé le 27 décembre, sur la pelouse du FC Crotone (victoire 0-3).

### Cosenza Calcio
Le 9 août 2019, Pierini est prêté au Cosenza Calcio.
Le 10 novembre 2019, il inscrit avec cette équipe son troisième doublé en Serie B, sur le terrain du Trapani Calcio (2-2).

### Venise FC
Le 13 juillet 2022, Nicholas Pierini rejoint le Venise FC, tout juste relégué en Serie B. Le joueur s'engage pour un contrat courant jusqu'en juin 2026.